# NGC 7043
NGC 7043 (również PGC 66385 lub UGC 11704) – galaktyka spiralna z poprzeczką (SBa), znajdująca się w gwiazdozbiorze Pegaza. Odkrył ją Albert Marth 18 sierpnia 1863 roku.